# Przepompownia Świątniki we Wrocławiu
Przepompownia Świątniki (Städt. Wasserwerke) – przepompownia wody położona we Wrocławiu przy Ulicy Świątnickiej, na osiedlu Świątniki. Zadaniem tej pompowni jest przerzut wód z terenów wodonośnych Wrocławia, stanowiących podstawę zaopatrzenia miasta w wodę wodociągową, do zakładu uzdatniania wodny położonego przy Ulicy Na Grobli.

## Historia
Pierwsza przepompownia powstała w tym miejscu wraz z przebudową systemu zaopatrzenia miasta w wodę. Z powodu pogarszającej się jakości wody w Odrze, zrezygnowano z tego źródła surowca. Na terenach wodonośnych wybudowano w 1904 roku 313 studni poborowych wód podziemnych. Ze studni za pomocą lewarów wodę doprowadzano do przepompowni, a stąd tłoczona była do zakładu Na Grobli. W 1906 roku w czasie suszy doszło do zanieczyszczenia wody. Konieczność ponownego poboru złej jakości wody powierzchniowej z rzeki wymusiła dalszą rozbudowę ujęć wody – liczba studni wzrosła do 428 sztuk – oraz budowy systemu nawadniania obszarów wodonośnych wodami rzeki Oława. Zbudowano także kolejne pompownie: Bierdzany i Radwanice. Po tej rozbudowanie systemu produkcja wody wynosiła ok. 110 tys. m³ na dobę (ówcześnie długość sieci wodociągowej wynosiła 814 km, przy liczbie ludności w mieście zbliżonej do współczesnej).
Projekt wstępny przepompowni powstał w 1901 roku. Został wykonany przez inż. Thiem, który po modyfikacjach był podstawą realizacji budowy przepompowni w latach 1901–1905. Cały kompleks przepompowni obejmował: maszynownię z pompami do przetłaczania wody z zainstalowanymi trzema leżącymi maszynami parowymi typu Woolfa napędzającymi po dwie pompy tłokowe – nurnikowe, kotłownię, skład węgla, odżelaziacz systemu Pieffke, filtr biologiczny, warsztat, budynki: administracyjny i mieszkalny. W latach 70. XX wieku pracę agregatów pompowo-parowych zastąpiły pompy wirowe.
Podstawowe wyposażenie techniczne pompowni obejmowało:
- cztery dwupłomienicowe kotły parowe, walczakowe typu kornwalijskiego (powierzchnia ogrzewalna każdego z nich: 80 m², wytarzane przez nie ciśnienie: 8 atm)
- ekonomizer o powierzchni ogrzewalnej 200 m²
- pompy Worthingtona zasilające kotły w wodę
- instalacja oczyszczająca wodę zasilającą kotły parowe[c]
- dwa parowe agregaty prądotwórcze[d]
- baterie akumulatorów

Przepompownię zaopatrywano w węgiel między innymi odrzańską drogą wodną. Przeładunek z barek następował w Porcie Ujście Oławy. Następnie węgiel przewożony był specjalnie rozbudowaną w 1903 roku kolejką wąskotorową, łączącą port z przepompownią.
W 1996 r. oddano do użytku nową pompownię wód infiltracyjnych Świątniki, wybudowaną w sąsiedztwie starej. Natomiast starą przepompownię objęto ochroną prawną. Dawny zespół budynków stacji pomp wpisany został do rejestru zabytków 31 grudnia 1983 pod nr 413/Wm. Utrzymano przy tym oryginalny wystrój wnętrz maszynowni oraz jej wyposażenie.
W zabytkowym, postindustrialnym budynku przepompowni realizowany był spektakl – adaptacja powieści Władysława Reymonta pod tytułem Ziemia obiecana w reżyserii Jana Klaty. Miejsce w budynku Przepompowni Świątniki na scenę wybrał sam reżyser. Premiera we Wrocławiu miała miejsce 25 września 2009 roku.